# 张台子站
张台子站，位于中华人民共和国辽宁省辽阳市灯塔市张台子镇，是沈大铁路上的火车站，建于1907年。

## 車站周邊
- 张台子镇中心小学
- 张台子镇卫生院
- 张台子镇初级中学

## 歷史
- 建于1907年。

## 外部連結
- 中国铁路客户服务中心 （页面存档备份，存于）